# Dia de Yap
El Dia de Yap és un dia festiu legal a l'estat de Yap, un dels quatre estats dels Estats Federats de Micronèsia, celebrat anualment el 1r de març. És una celebració de la cultura tradicional yapese. Les activitats comunes dutes a terme durant aquest període inclouen competicions i danses tradicionals.

## Història
El 1968, el Congrés de les Illes Yap va crear el Dia del Districte de Yap per preservar la cultura yapese. La data del 1r de març va ser escollida perquè va ser considerada la temporada «més agradable» de l'any a causa de la seva sequedat. El nom de l'esdeveniment va ser canviat a Dia de Yap (Yap Day) el març de 1979.

El 1990, les activitats del dia de Yap incloïen curses a peu, cures de bicicletes, fer malabars, combats de guerrers, recollida de cocos i cistelleria. També se celebraven cinc danses. La majoria d'aquestes activitats i danses estaven destinades a preservar adequadament la cultura de Yap .

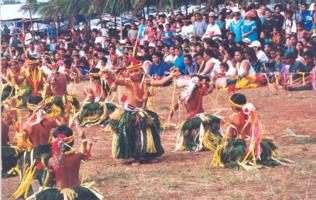
Dones yapeses celebrant el Dia de Yap
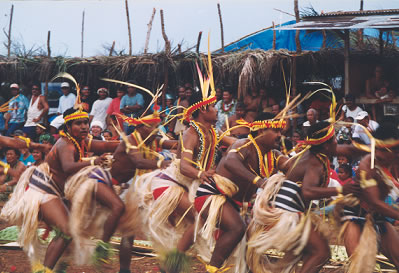
Homes yapesos celebrant del Dia de Yap
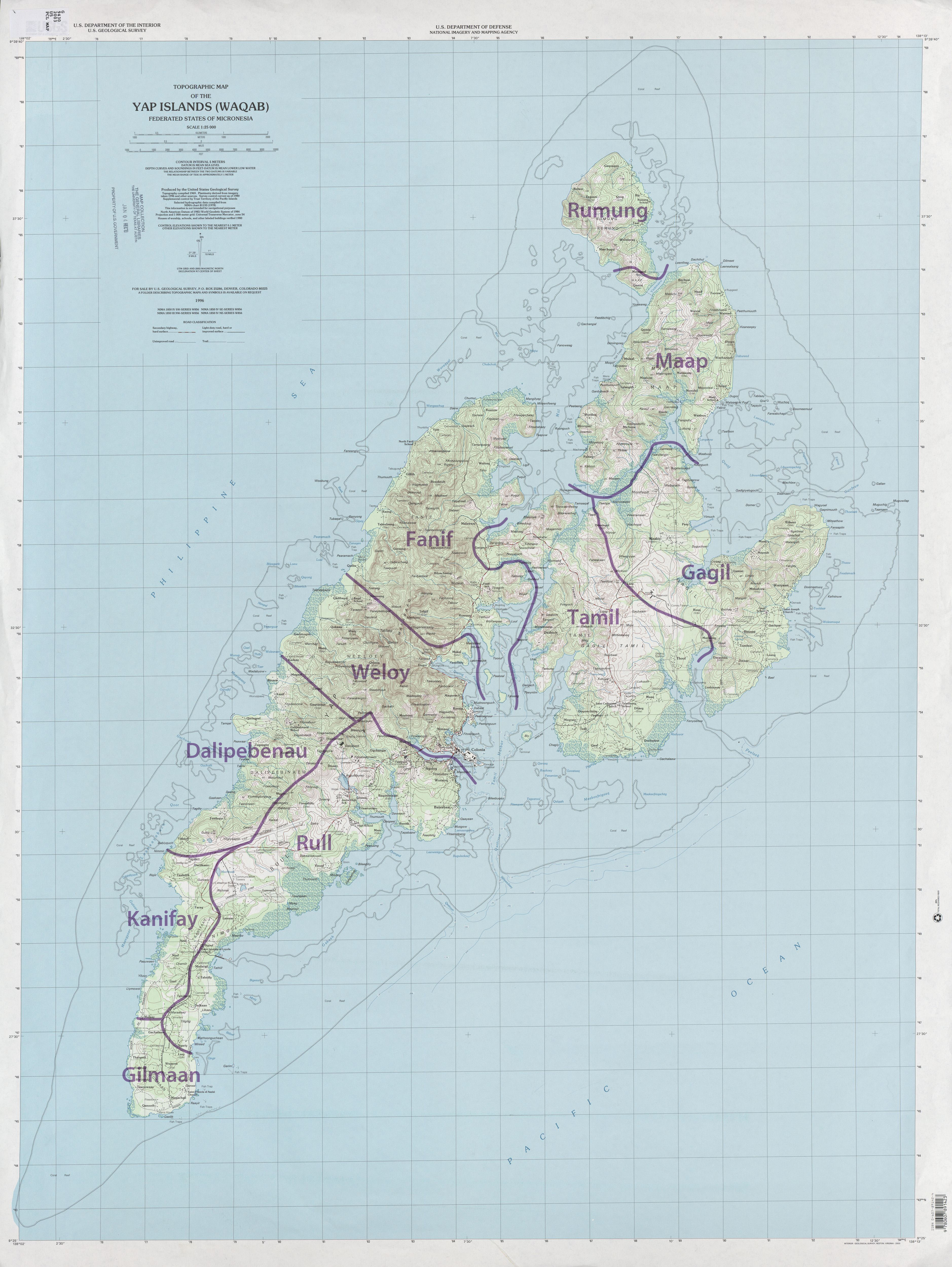
Mapa detallat de Yap

A partir del 1999, el Dia de Yap se celebra durant tres dies a partir del 28 de febrer. Això es va informar per acomodar-se al calendari escolar infantil, encara que els observadors també van assenyalar que això també va coincidir amb els vols turístics a Yap. La cerimònia d'obertura es va realitzar gairebé en llengua yap. Es fan diferents balls per als nois, noies, dones i homes. Les activitats inclouen jocs culturals per a nens, com encertar blancs o cistelleria. Les petites tendes al voltant de la zona de ball representen les illes exteriors de Yap i organitzacions internacionals com el Cos de Pau. Altres tendes serveixen per menjar.
El 2002, el Dia de Yap va ser transmès per tots els Estats Federats de Micronèsia per ràdio i per tot Yap per televisió.

## Esdeveniments
Cada any un poble diferent allotja el Mit-mit i proporciona menjar tradicional i occidental. Abans del Dia de Yap, els pobles assagen danses tradicionals, que serveixen com a mitjà de narració. Els illencs estrangers tenen prohibit de participar en les danses, tot i que poden assistir-hi.
Les competicions inclouen tatuatges tradicionals, concursos de productos fresc i jocs tradicionals. La Yap Tradition Navigation Society celebra un esdeveniment on els participants construeixen i naveguen en canoes tradicionals. L'últim dia, el Yap Visitors Bureau acull una benvinguda recepció per honrar els convidats que han viatjat a l'illa.